# Live in Texas
《Live in Texas》는 린킨 파크의 첫 번째 라이브 음반이자 3번째 DVD 음반이다. 2003년 11월 19일 발매되었다.

## 음반
DVD와 함께 CD에 DVD에서 선보인 12곡이 실려있다. DVD에서 CD에 실리지 않은 나머지 5개의 트랙은 《Linkin Park Underground v3.0》 CD에 수록되어 있으며 CD에 수록된 음원은 재녹음하여 DVD에 나오는 음원과는 다르다. 또한 두 가지의 음반 버전이 있는데 하나는 CD 케이스, 다른 하나는 DVD 케이스로 구성되어있다.
DVD에 수록된 영상은 각 각 8월 2일, 8월 3일에 2003년 섬머 세니타리움 투어 일환으로 한 텍사스주 휴스턴 릴리엔트 스타디움, 텍사스주 어빙 텍사스 스타디움에서의 공연을 촬영하였다.

## 라인업
- 체스터 베닝턴 – 보컬
- 마이크 시노다 – 보컬, 기타, 키보드, 샘플링
- 브래드 델슨 – 기타
- 데이비드 "피닉스" 파렐 – 베이스
- 롭 버든 – 드럼
- 조지프 한 – 턴테이블, 샘플링

## 수록곡

### DVD 수록곡
1. "Intro"
2. "Don't Stay"
3. "Somewhere I Belong"
4. "Lying from You"
5. "Papercut"
6. "Points of Authority"
7. "Runaway"
8. "Faint"
9. "From the Inside"
10. "Figure.09"
11. "With You"
12. "By Myself"
13. "Pushing Me Away"
14. "Numb"
15. "Crawling"
16. "In the End"
17. "A Place for My Head"
18. "One Step Closer"
19. "Session" (Credits)

### CD 수록곡
1. "Somewhere I Belong"           – 3:37
2. "Lying from You"               – 3:07
3. "Papercut"                     – 3:06
4. "Points of Authority"          – 3:25
5. "Runaway"                      – 3:07
6. "Faint"                        – 2:47
7. "From the Inside"              – 3:00
8. "P5hng Me A*wy"                – 5:05
9. "Numb"                         – 3:06
10. "Crawling"                     – 3:33
11. "In the End"                   – 3:31
12. "One Step Closer"              – 4:13